# FC-Astoria Walldorf
FC-Astoria Walldorf is een Duitse voetbalclub uit Walldorf.
De club kwam op 15 februari 1995 tot stand door de fusie van 1. FC 08 Walldorf met de voetbalafdeling van SG Walldorf Astoria 02. In 2001 promoveerde de club naar de Verbandsliga Baden, destijds de vijfde klasse.
Net zoals TSG 1899 Hoffenheim wordt FC-Astoria ondersteund door Dietmar Hopp, een medeoprichter van softwarefabrikant SAP die zijn hoofdzetel heeft in Walldorf. In 2007 werd de club kampioen en promoveerde zo naar de Oberliga, destijds nog de vierde klasse, maar na de invoering van de 3. Liga de vijfde klasse. In 2014 werd de club kampioen van de Oberliga en promoveerde zo naar de Regionalliga Südwest.

## Eindklasseringen vanaf 1997 (grafisch)
- 1997 2e
Niveau 6
- 1998 4e
Niveau 6
- 1999 7e
Niveau 6
- 2000 2e
Niveau 6
- 2001 2e
Niveau 6
- 2002 6e
Verbandsliga
- 2003 3e
Verbandsliga
- 2004 4e
Verbandsliga
- 2005 8e
Verbandsliga
- 2006 6e
Verbandsliga
- 2007 1e
Verbandsliga
- 2008 8e
Oberliga
- 2009 4e
Oberliga
- 2010 2e
Oberliga
- 2011 8e
Oberliga
- 2012 7e
Oberliga
- 2013 2e
Oberliga
- 2014 1e
Oberliga
- 2015 8e
Regionalliga
- 2016 11e
Regionalliga
- 2017 11e
Regionalliga
- 2018 11e
Regionalliga
- 2019 13e
Regionalliga
- 2020 5e
Regionalliga
- 2021 18e
Regionalliga
- 2022 10e
Regionalliga
- 2023 12e
Regionalliga
- 2024 14e
Regionalliga
- 2025 11e
Regionalliga

- Niveau 4
- Niveau 5
- Niveau 6

| Legenda niveautijdlijn | Legenda niveautijdlijn      | Legenda niveautijdlijn      | Legenda niveautijdlijn      | Legenda niveautijdlijn    | Legenda niveautijdlijn |
| Liga                   | Seizoen 1963/64 t/m 1973/74 | Seizoen 1974/75 t/m 1993/94 | Seizoen 1994/95 t/m 2007/08 | Seizoen 2008/09 tot heden | Opmerking              |
| ---------------------- | --------------------------- | --------------------------- | --------------------------- | ------------------------- | ---------------------- |
| Bundesliga             | Niveau I                    | Niveau I                    | Niveau I                    | Niveau I                  |                        |
| 2. Bundesliga          | --                          | Niveau II                   | Niveau II                   | Niveau II                 |                        |
| 3. Liga                | --                          | --                          | --                          | Niveau III                |                        |
| Regionalliga           | Niveau II                   | --                          | Niveau III                  | Niveau IV                 |                        |
| Oberliga               | --                          | Niveau III *                | Niveau IV                   | Niveau V                  | * vanaf 1978/79        |